# Kidira
Kidira – miasto w Senegalu, w regionie Tambacounda.